# 煙帽隊
煙帽隊（或称呼吸器分队）為香港消防處舊的編制，為佩戴呼吸器進入火場滅火或者拯救等任務的队伍。編制中，人員需要為最少兩人一組，同時間由另外一組人員作為後備支援。
於1960年代至1970年代，消防員如果需要用到煙帽裝備執行任務，因為其危險性質及辛勞程度，人員可以獲得額外的薪酬津貼。到了1980年代，由於所有消防員都有個人的煙帽裝備，並且都有機會進行相關任務，故此已經再無煙帽隊的編制。然而，香港傳媒及香港社會至今仍然流傳此稱號，成為了香港粵語慣用語，稱呼進入火場進行滅火或拯救任務的人員；情況雷同以CID（於1970年代初期已經解散）稱呼刑事偵緝人員一樣。

## 煙帽裝備
全副裝備（不包括穿著性裝備）重達28.6磅，包括穿著性裝備則總共重量50磅。
- 盔
- 抗火衣
- 抗火褲
- 手套：共有3款，包括原來採用的Fire Fighter；於2011年9月引進的ESKA Supermars，及於2012年6月引進的Fire Fighter 3D，可以抵禦攝氏250度高溫達10分鐘[2][3]。
- 靴
- 呼吸輔助器
- 背架
- 面罩
- 哨子
- 電筒
- 繩索